# Assemblée nationale catalane
Ne doit pas être confondu avec Assemblée de Catalogne, Parlement de Catalogne ou Corts Catalanes.
 (mars 2025).
Si vous disposez d'ouvrages ou d'articles de référence ou si vous connaissez des sites web de qualité traitant du thème abordé ici, merci de compléter l'article en donnant les références utiles à sa vérifiabilité et en les liant à la section « Notes et références ».
Ne doit pas être confondu avec Assemblée de Catalogne, Assemblée nationale catalane, Parlement de Catalogne ou Corts Catalanes.
Pour les articles homonymes, voir ANC.
L'Assemblée nationale catalane - ANC (en catalan : Assemblea Nacional Catalana) est une organisation qui a pour but l'indépendance politique de la Catalogne sous la forme d'un État de droit, démocratique et social.

## Organisation
L'ANC comptait en janvier 2015 plus de 80 000 membres, dont 40 132 membres payants et 39 946 collaborateurs volontaires. Son secrétariat national est élu chaque année et représente les 10 régions[Quoi ?] de la communauté autonome. Elle s'organise aussi par secteurs professionnels et entretient des représentations dans 37 pays dans le monde.

## Histoire

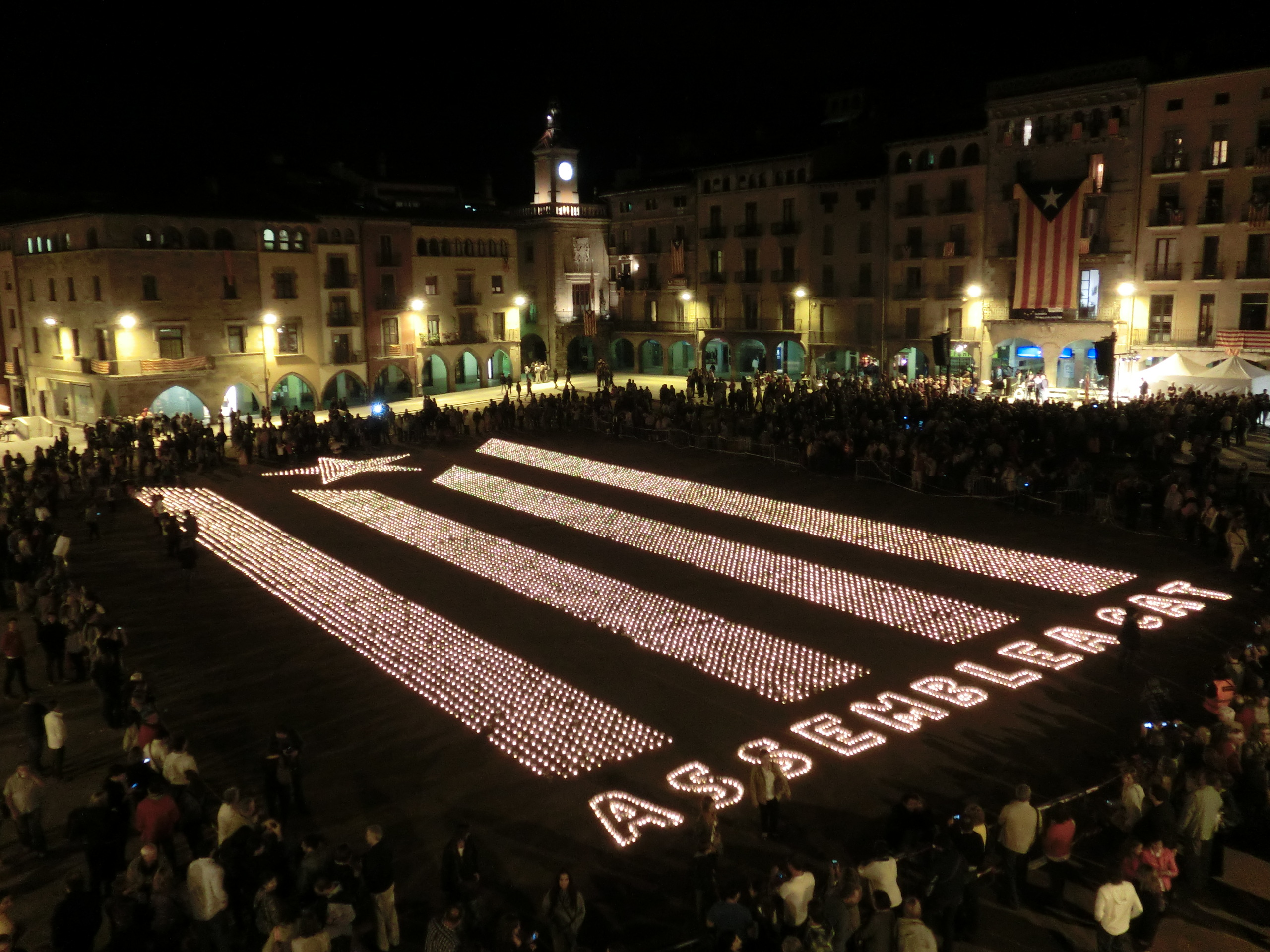
Estelada de bougies organisée par l'ANC sur la place principale de Vic le 11 octobre 2012.

L'embryon de l'organisation apparaît lors de la « Conférence nationale pour notre propre État » (Conferència Nacional per l'Estat Propi) le 30 avril 2011 à Barcelone, à laquelle participent plus de 1 500 personnes. Lors de cette conférence, un conseil permanent est établi, formé d'Aureli Argemí, Enric I. Canela, Carles Castellanos, Josep Cruanyes, Josep Dalmau, Miquel Esquirol, Patrícia Gabancho, Julià de Jòdar, Joel Joan, Enric Larreula, Lluís Llach, Josep Maria Murià, Ferran Requejo, Francesc Ribera, Pep Riera, Blanca Serra, Eva Serra, Jordi Solé, Josep Maria Terricabras, Quim Torra et Ricard Torrents. Un secrétariat provisoire est également désigné, composé d'Alfred Bosch, de Miquel Strubell, Miquel Sellarès et Jaume Soler.
L'assemblée constituante de l'ANC se tient le 10 mars 2012 au Palau Sant Jordi de Barcelone. Les statuts sont adoptés, ainsi qu'un règlement intérieur et une feuille de route vers l'indépendance. En avril 2012, Carme Forcadell i Lluís est élue présidente de l'ANC, tandis que Carles Castellanos est élu vice-président, Jordi Martínez, secrétaire et Llorenç Sotorres, trésorier.
Dès lors, elle constitue, avec l'association Òmnium Cultural, l'une des principales entités soutenant le processus indépendantiste catalan (es).
Le 8 juin 2013, Carme Forcadell est réélue présidente et Jordi Martínez, secrétaire, tandis que Jaume Marfany devient le nouveau vice-président et Oriol Sallas le nouveau trésorier.
Le 17 mai 2014, Forcadell et Martínez sont réélus dans leurs fonctions, cependant qu'Antoni Morral et Núria Guillaumes sont désignés respectivement comme secrétaire et trésorière.
Le 16 mai 2015, Jordi Sànchez est élu président. En octobre 2017, celui-ci est placé en détention par les autorités en raison de sa contribution à l'organisation d'un referendum sur l'indépendance de la Catalogne.
Le 17 mars 2018, Elisenda Paluzie est élue présidente de l'ANC. Maria Dolors Feliu lui succède en 2022 avant d'être elle-même remplacée par Lluís Llach le 1er juin 2024.

## Soutiens
Différentes personnalités ont apporté leur soutien à l'Assemblée nationale catalane. Lors de la célébration du 40e anniversaire de la création de l'Assemblée de Catalogne, 110 membres de cette organisation ont soutenu l'ANC, parmi lesquels il faut noter Miquel Sellarès, Jordi Carbonell, Blanca Serra et Ricard Lobo. Pendant la célébration du 31e anniversaire de la création de la Crida plusieurs ex-dirigeants de cette organisation ont signé un manifeste en faveur de l'ANC. Parmi les signataires du manifeste il y avait tous les leaders et principaux promoteurs de l'organisme, comme Àngel Colom, Aureli Argemí, Jordi Sànchez, Joan Manuel Tresserras, Xavier Bosch, Armand de Fluvià et plusieurs des activistes les plus connus, comme Jordi Rodri, Jordi Llobet ou Agustí Argimón, des personnes qui pendant beaucoup d'années ont été dans les premières rangs des actions de la Crida.
En décembre 2011, la section de Berga lance la campagne « Dóna la cara per la independència » (Montre ton visage pour l'indépendance), qui un an après totalise déjà 31 400 participants. Parmi ceux-ci, on trouve l'ancien président du Parlement de Catalogne, Ernest Benach, les musiciens Lluís Llach, Francesc Ribera et Lluís Gavaldà, le professeur Salvador Alsius, le sociologue Salvador Cardús, l'actrice Anna Sahun et les acteurs Quim Masferrer et Joel Joan.

## Campagnes et activités

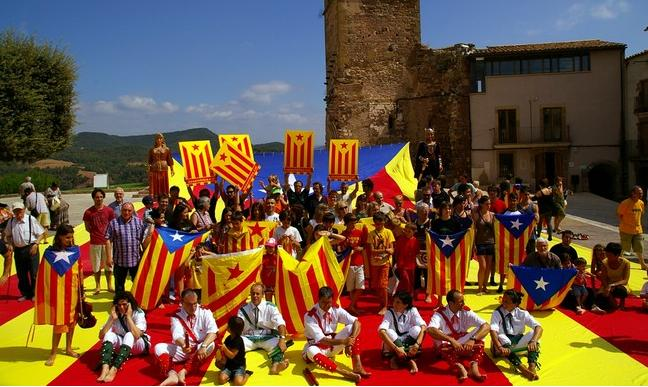
Acte symbolique du déploiement d'une estelada géante à Artés (Bages).

Les assemblées territoriales et sectoriales de l'ANC organisent souvent des actions dans l'optique du référendum sur l'autodétermination de la Catalogne.

### La manifestationCatalunya, nou estat d'Europadu 11 septembre 2012

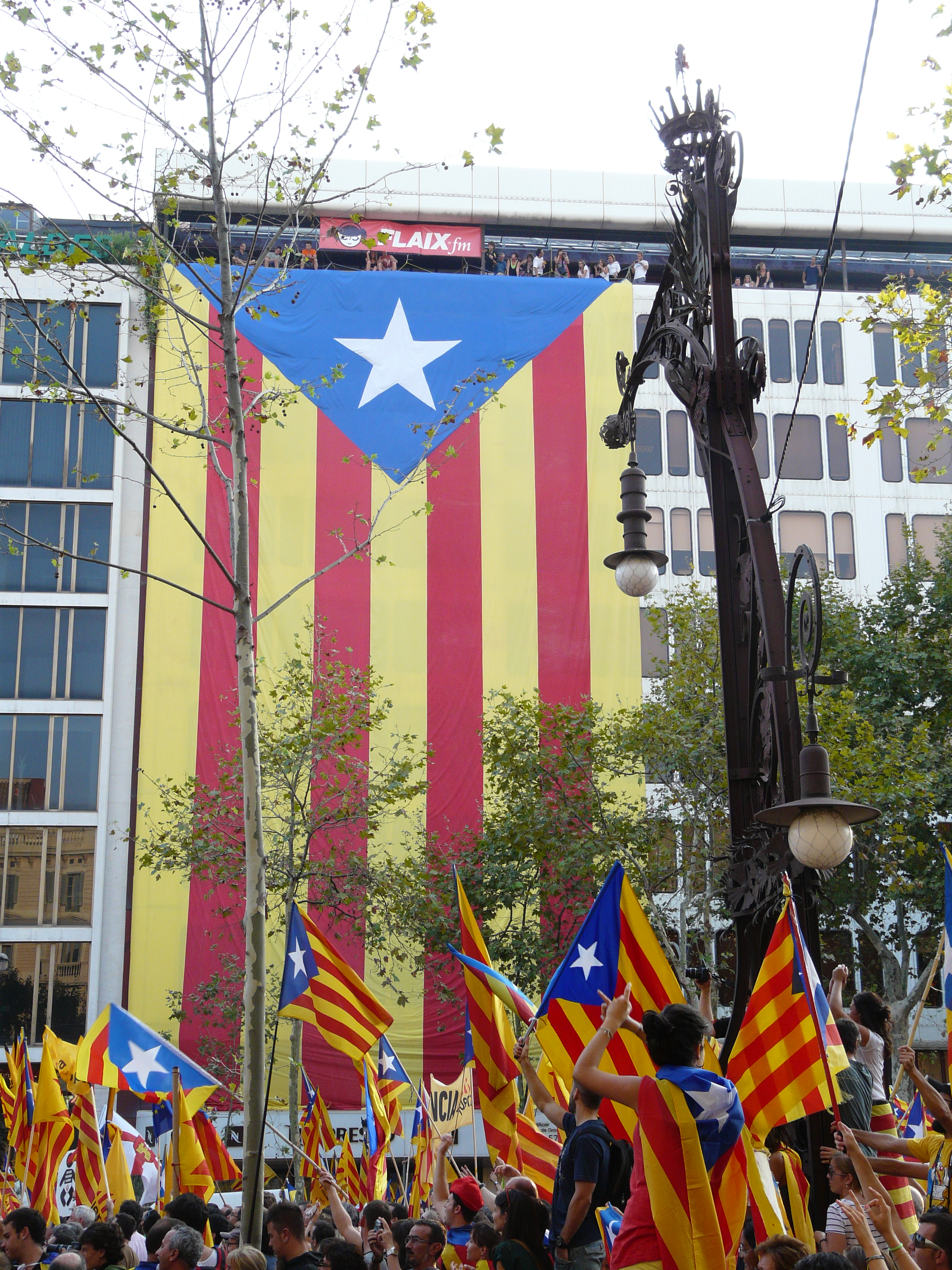
Estelada étendue entre les rues Mallorca et València, dans le passeig de Gràcia, lors de la manifestation.

À la fin du mois de juin 2012, la campagne « Marche vers l'indépendance » commence à la cathédrale de la Seu Vella de Lleida et finit le 11 septembre avec une grande manifestation à Barcelone sous la devise « Catalunya, nou estat d'Europa », après avoir réalisé diverses actions joyeuses, symboliques et revendicatives partout le territoire. Le 11 septembre est une journée historique, à la fois par le nombre élevé de participants et par l'atmosphère clairement indépendantiste de la marche, jamais vu jusqu'à présent. Les estimations varient de 1,5 million d'après la Guàrdia Urbana de Barcelone et le département de l'Intérieur catalan à 2 millions d'après les organisateurs. De son côté, la délégation du gouvernement espagnol en Catalogne baisse ce chiffre à 600 000 personnes.

### Actions de 2013 et 2014: le processus vers l'indépendance poussé par la société civile catalane
Le 1er juin 2013, en vertu du droit de pétition, l'ANC lance l'opération « Signe un vote pour l'indépendance », au cours de laquelle des votes sont recueillis pour demander au Parlement de Catalogne qu'il épuise toutes les voies pour rendre possible un référendum sur l'autodétermination de la Catalogne avant le 31 mai 2014 et, dans le cas où celui-ci échouerait parce que le gouvernement espagnol ne l'autoriserait pas ou n'accepterait pas les résultats, demande aux représentants élus du peuple de Catalogne qu'ils déclarent unilatéralement l'indépendance de la Catalogne.
L'Assemblée nationale catalane et Òmnium Cultural organisent le 29 juin suivant au Camp Nou un concert pour montrer une nouvelle grande mobilisation sociale en faveur de l'indépendance. Le concert rassemble des artistes connus comme Lluís Llach, Sopa de Cabra, Miquel Gil, Pastora, Joana Serrat, Jofre Bardagí, Jordi Batiste, Lídia Pujol, Xavi Sarrià, Miquel Gil, Maria del Mar Bonet, Marina Rossell, Mayte Martín, Mercedes Peón, Mouss & Hakim, Nena Venetsanou, l'Orphéon catalan, Paco Ibáñez, Pascal Comelade, Pep Sala, Pedro Guerro, Pere Jou de Quart Primera, Peret, Projecte Mut, Quico Pi de la Serra, Sabor de Gràcia, Titot et David Rosell.

#### La voie catalane
Pour la fête nationale catalane du 11 septembre 2013, à l'initiative de ces deux institutions, en suivant l'exemple de la voie balte en 1989, une chaîne humaine de 400 km nommée la « voie catalane » est formée, reliant La Jonquera au nord à Alcanar au sud, en suivant l'ancienne via Augusta, lors de laquelle plus de 1,6 million de personnes de tout âge, langue et origine se donnent pacifiquement la main.

#### Le «V»
Le 11 septembre 2014, l'ANC organise une nouvelle manifestation à laquelle participent entre 1,8 et 2 millions de personnes. Les manifestants forment un énorme « V » le long de deux larges artères de Barcelone, visible depuis le ciel. Elle est précédée par des dizaines de « V » organisés au sein de sa campagne internationale « Vote Catalonia ».

### 2015
- Via Lliure